# سيبريان روس
سيبريان روس (بالرومانية: Ciprian Rus)‏ هو لاعب كرة قدم روماني في مركز الهجوم، ولد في 1 مارس 1991 في أراد في رومانيا. لعب مع سي إس باندوري تارغو جيو ونادي تارغو موريش ويو تي أي أراد.

## وصلات خارجية
- سيبريان روس على موقع قاعدة بيانات كرة القدم.إي يو (الإنجليزية)
- سيبريان روس على موقع Soccerway.com (الإنجليزية)